# 퍼싱 II

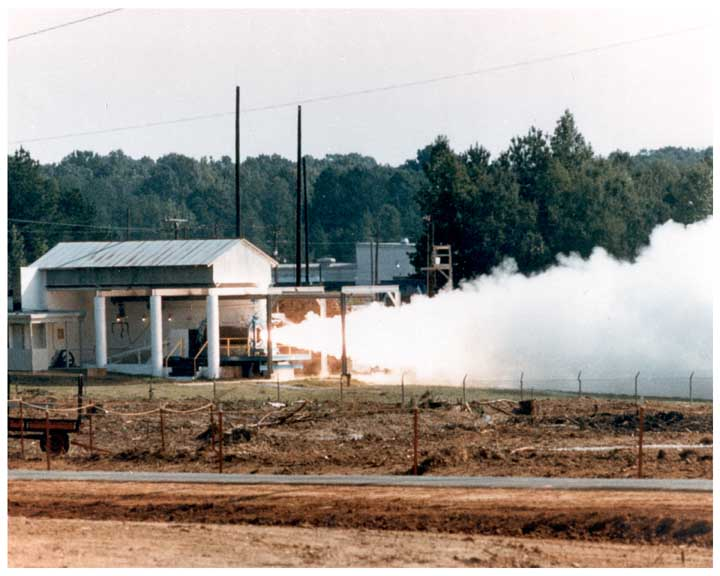
1988년 퍼싱 II 미사일을 지상연소하여 파괴중이다.

MGM-31B 퍼싱 II는 1980년대 미국의 준중거리 탄도 미사일(MRBM)이다. 단거리 탄도 미사일(SRBM) MGM-31A 퍼싱 I의 개량형이다.
1980년대 미국의 중거리 핵미사일 전력의 핵심은 퍼싱 II 탄도 미사일과 BGM-109G 그리폰 순항 미사일이었다. 퍼싱과 그리폰은 모두 1983년에 생산되어 1991년에 퇴역했다.

## 개발
퍼싱-1a는 400kt의 W50 핵탄두를 사용했는데, 작전 필요성에 비해 너무 폭발력이 컸다. 따라서 CEP 정확도가 매우 높으면서, 폭발력은 작은 미사일이 요구되었다. 퍼싱2는 레이다 종말유도를 통해 CEP 정확도를 30 m로 높였으며, 폭발력이 작은 5-80kt의 W85핵탄두를 사용한다.
1975년 소련이 SS-20을 개발하면서, 나토는 앞서가던 핵미사일 전력의 지위를 상실했다. 1979년 12월 12일, 나토는 572발의 신형 핵미사일을 유럽에 배치해 소련의 SS-20을 견제키로 결정했다. 퍼싱2 중거리 탄도 미사일 108발과 그리폰 중거리 순항 미사일 464발로 구성되며, 퍼싱2는 전량 서독에 배치하고, 그리폰은 영국 160발, 서독 96발, 이탈리아 112발, 네덜란드 48발, 벨기에 48발을 배치하기로 했다.

## 사거리
나토는 퍼싱2의 사거리가 1800 km 라고 주장했다. 서독 공군의 퍼싱2 미사일 기지들에서 소련 모스크바까지는 2000-2100 km 정도였기 때문에, 모스크바까지 도달할 수 없다는 주장이었다. 그러나 소련은 퍼싱2의 실제 사거리가 2500 km라서 모스크바에 대한 제1격이 가능하다고 믿었다.

## 서독 배치
서독 공군 제1 미사일 비행단에 제12 미사일 비행전대, 제13 미사일 비행전대가 설치되어 퍼싱1a 미사일 36발을 운용했다. W85 핵탄두는 유사시에 각 전대(Group)에 배치된 미군 중대가 장착하였다. 이후에 퍼싱2 미사일 36발로 교체되었다.
서독 공군 제2 미사일 비행단에 제21 미사일 비행전대, 제22 미사일 비행전대가 설치되어 퍼싱1a 미사일 36발을 운용했다. W85 핵탄두는 유사시에 각 전대(Group)에 배치된 미군 중대가 장착하였다. 이후에 퍼싱2 미사일 36발로 교체되었다.
새로운 미사일 비행단에 퍼싱2 미사일 36발이 추가로 배치되어, 모두 108발의 퍼싱2 미사일이 서독 공군기지에 배치되었다. 서독에 배치된 퍼싱1a 미사일은 72발이었는데, 퍼싱2는 36발이 더 늘어났다.

## 퇴역
소련의 SS-20, 미국의 퍼싱2와 그리폰은 로널드 레이건 미국 대통령과 고르바초프 소련 대통령이 1987년 백악관에서 체결한 INF 조약으로, 상호 폐기하기로 약속했다.
1991년 소련이 멸망해 냉전이 무너지면서, 퍼싱2와 그리폰은 퇴역했다. 퍼싱2의 W85 핵탄두 120발은 개조를 하여, B61 핵폭탄에 탑재했다.

## 파생형

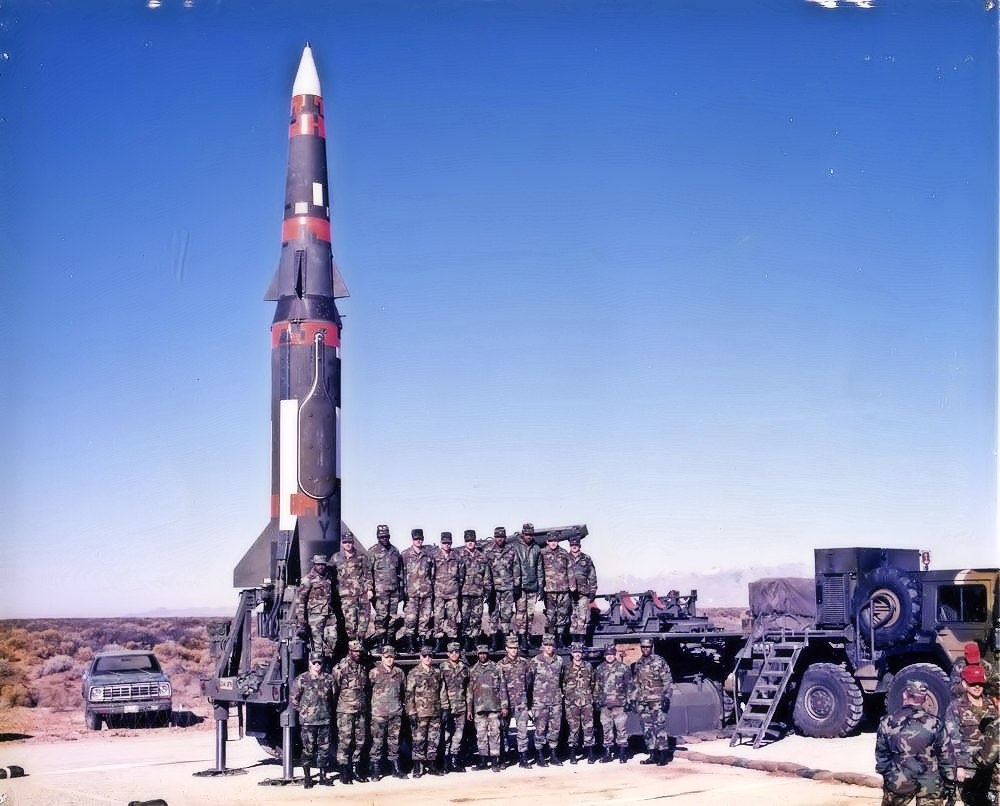
1986년 1월 퍼싱 1b 시험발사

퍼싱 1b는 퍼싱 II의 사거리를 줄인 버전으로 1단 고체연료를 사용한다. 퍼싱 1a와 사거리가 같다. 퍼싱 II의 발사대는 보다 짧은 미사일을 탑재하기 쉽게 조정가능하게 설계되었다. 서독 공군 퍼싱 1a를 대체하기 위해 퍼싱 1b를 개발했다. SALT II 조약이 서독 소유 미사일 사거리를 제한했기 때문이다. 미국과 소련이 INF 조약에 서명하자, 서독 정부는 퍼싱 1a를 파괴하는데 동의했다. 그래서 퍼싱 1b는 실전배치되지 않았다.

## 대한민국
2016년 현재 남북한이 핵미사일 문제로 대치중이다. 대한민국 육군은 사거리 300 km 현무2A, 500 km 현무2B, 800 km 현무2C를 배치했거나 개발중인데, 사거리 300 km 현무2A의 무게가 7.3톤이라고 공개되었다. 사거리 1,770 km인 퍼싱2의 7.4톤과 무게가 비슷하다.
현무2의 길이, 직경, 모양 등 전체적인 외양도 퍼싱1과 매우 비슷하다. 퍼싱1은 1단 고체로켓이었는데, 퍼싱2는 2단 고체로켓이다. 현무2A도 1단 고체로켓인데 현무2C는 2단이 논의되기도 했다.
퍼싱2와 함께 80년대 미소간 중거리 핵미사일 경쟁을 하던 그리폰 순항미사일도, 현무3 순항미사일과 디자인과 성능이 매우 유사하다.
반면에 북한의 KN-14 핵미사일은, 우연인지는 모르겠지만, SS-20과 외양이 매우 유사하다.
2017년 6월 23일, 문재인 대통령이 충남 안흥시험장에서 사거리 800 km 현무2C의 4차 시험발사를 참관했다. 동영상이 최초로 공개되었는데, 사거리 2500 km라는 퍼싱2와 길이, 직경, 외양이 거의 똑같았다.
1980년대 서독 퍼싱2의 예를 참고하면, 미국은 B61 전투기용 수소폭탄을 유사시에 한국군의 현무2C 미사일에 장착해 줄 수 있다. 퍼싱2 미사일용 핵탄두와 B61 전투기용 수소폭탄은 사이즈, 무게가 호환된다.

## 같이 보기
- 제1격
- BGM-109G 그리폰
- DF-16